# ماروفانتازا
ماروفانتازا هي بلدة وبلدية في مدغشقر. تنتمي إلى منطقة أنالالافا، وهي جزء من منطقة صوفيا. قدر عدد سكان البلدية بحوالي 11000 في تعداد عام 2001. 
يتوفر التعليم الابتدائي والإعدادي في المدينة. غالبية سكان البلدية 65٪ مزارعون، بينما يحصل 31٪ إضافيون على رزقهم من تربية الماشية. أهم المحاصيل هو الأرز، في حين أن المنتجات الأخرى المهمة هي الذرة والكسافا. توفر الخدمات فرص عمل لـ 2٪ من السكان. بالإضافة إلى ذلك، يعمل في صيد الأسماك 2٪ من السكان.